# Manuel Sandoval Vallarta
Manuel Sandoval Vallarta (Ciudad de México, 11 de febrero de 1899 - 18 de abril de 1977) fue un físico mexicano. Sandoval Vallarta fue un destacado pionero de la física mexicana y latinoamericana. Realizó numerosas contribuciones a la física teórica, especialmente a la física de los rayos cósmicos.

## Estudios
Publicó alrededor de 60 trabajos, principalmente sobre métodos matemáticos, mecánica cuántica, relatividad general y, a partir de 1932, rayos cósmicos, que es donde se registran sus más valiosas aportaciones.
En 1921 obtuvo del Instituto Tecnológico de Massachusetts (MIT) el grado de Ingeniero Eléctrico y en 1924 el grado de doctor en Ciencias en la especialidad de Física Matemática, con la tesis “El modelo atómico de Bohr desde el punto de vista de la Relatividad General y el cálculo de perturbaciones”. En 1927, ganó la beca Guggenheim que le permitió ir a la Universidad de Berlín. Fue en Alemania donde tuvo como profesores a Albert Einstein, Max Planck, Erwin Schrödinger y Max von Laue. Al final de 1932 regresó al MIT, donde trabajó con Georges Lemaître elaborando una teoría cuantitativa del movimiento de una partícula cargada de electricidad en el campo magnético extraterrestre. y que dia

## Descubrimientos
Desde 1930 su descubrimiento se centró en los rayos cósmicos, pues hasta el descubrimiento de estos rayos en 1913, la única información que teníamos provenía del universo eran las ondas electromagnéticas. Junto con Lamaître, demostró que los rayos cósmicos era partículas cargadas positivamente, lo que indicaba que eran núcleos atómicos, específicamente protones. En esa forma abrió una nueva ventana al universo. Utilizando el efecto del campo magnético terrestre fue capaz de caracterizar aspectos del espectro de energía de esas partículas, así como su origen, en su mayor parte de fuera de nuestra galaxia. Sandoval Vallarta es una de las figuras más prominentes del mundo en su campo.

## Docencia y académico

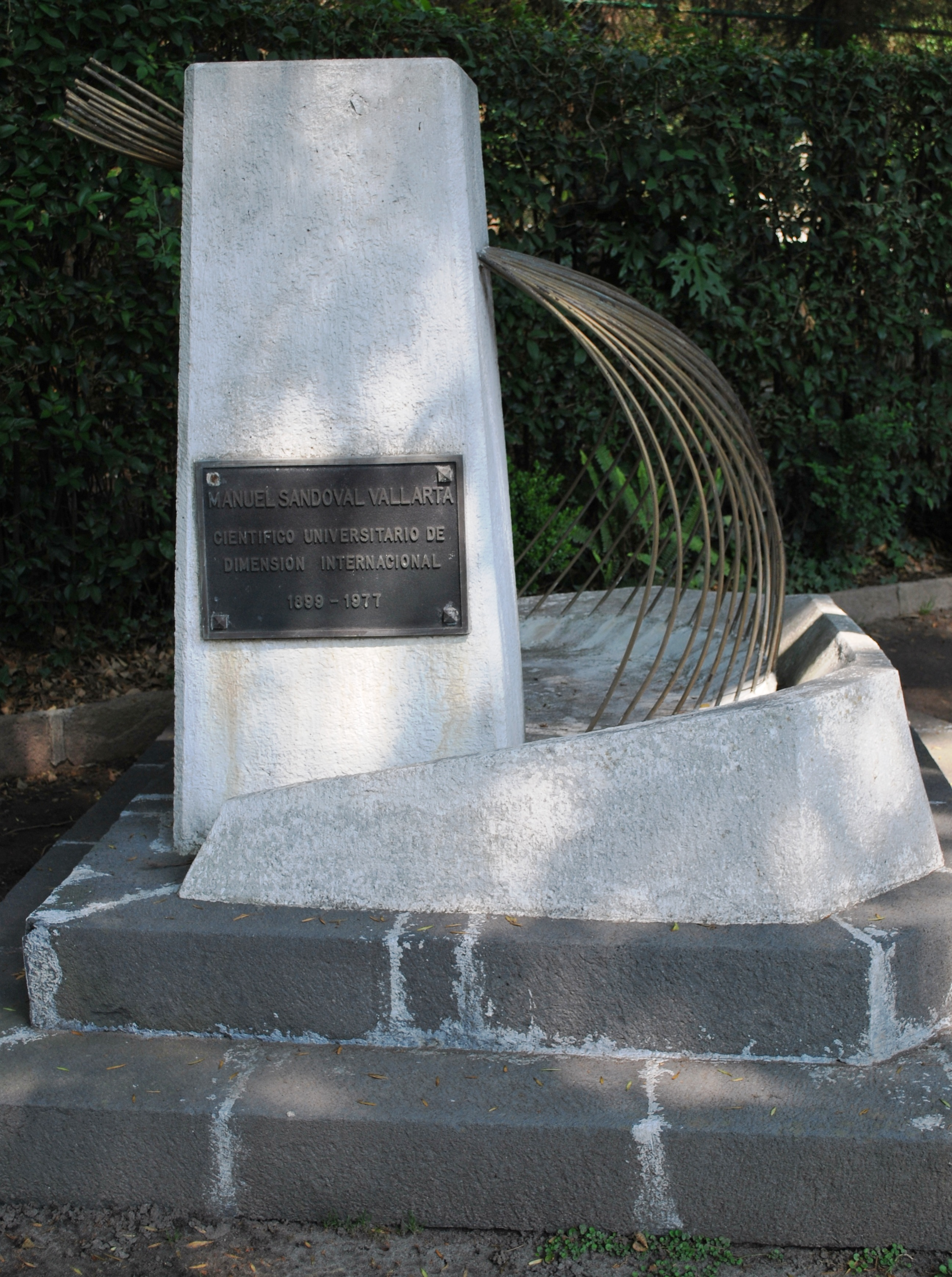
Sepulcro de don Manuel Sandoval Vallarta en la Rotonda de las Personas Ilustres, Ciudad de México.

En 1934 la Universidad Nacional Autónoma de México le otorga la distinción Doctor honoris causa
En 1939 se creó el Instituto de Física de la Universidad Nacional Autónoma de México (UNAM) y se nombró como su director a Alfredo Baños, quien inició un programa de colaboración científica con Sandoval Vallarta en el MIT. En 1939, fue nombrado profesor titular de física del MIT, donde enseñó física a jóvenes talentosos como Richard Feynman futuro Premio Nobel de Física. En 1944 dejó su cátedra en dicho instituto al volver a México para ocupar el cargo de Director del Instituto Politécnico Nacional (que conservó hasta el año de 1947), a pesar de su nueva responsabilidad continuó sus investigaciones. De 1943 a 1957 produjo en México alrededor de 30 artículos de circulación internacional y dedicó una parte importante de su tiempo a la promoción y divulgación de la ciencia. Fue Subsecretario de Educación Pública en el sexenio del presidente Adolfo Ruiz Cortines.
Ingresó en El Colegio Nacional el 8 de abril de 1943 como miembro fundador. Se le distinguió con la medalla de la Legión de Honor por el gobierno de Francia en 1952. Recibió el Premio Nacional de Ciencias y Artes en Ciencias Exactas de México en 1959. Fue miembro de la Academia Pontificia de las Ciencias desde 1961. Murió el 18 de abril de 1977 en la Ciudad de México, sus restos mortales fueron trasladados a la Rotonda de las Personas Ilustres en octubre de 1988.